# Gian Vincenzo Pinelli
Gian Vincenzo Pinelli (* 1535 in Neapel; † 31. August 1601 in Padua) war ein italienischer Humanist (Zoologe, Botaniker, Arzt, Sammler und Linguist).

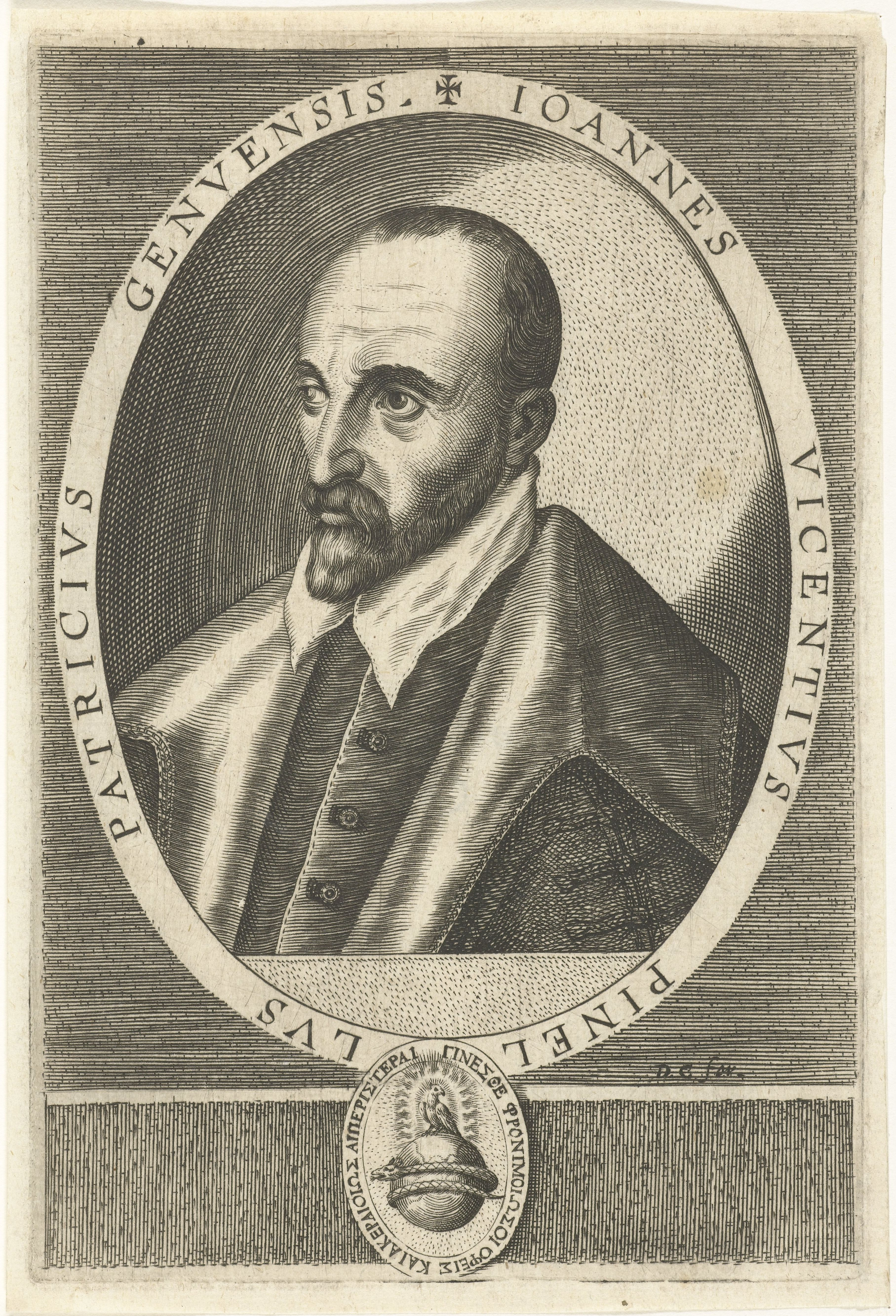
Gian Vincenzo Pinelli

Pinelli war ein Mentor von Galileo Galilei. Er besaß eine der größten Bibliotheken seiner Zeit mit ca. 8.500 Bänden.